# العشي
قرية العشي هي إحدى القرى التابعة لمركز الزينية في محافظة الأقصر في جمهورية مصر العربية. حسب إحصاءات سنة 2006، بلغ إجمالي السكان في العشي 11199 نسمة، منهم 5987 رجل و5212 امرأة.